# Mousse

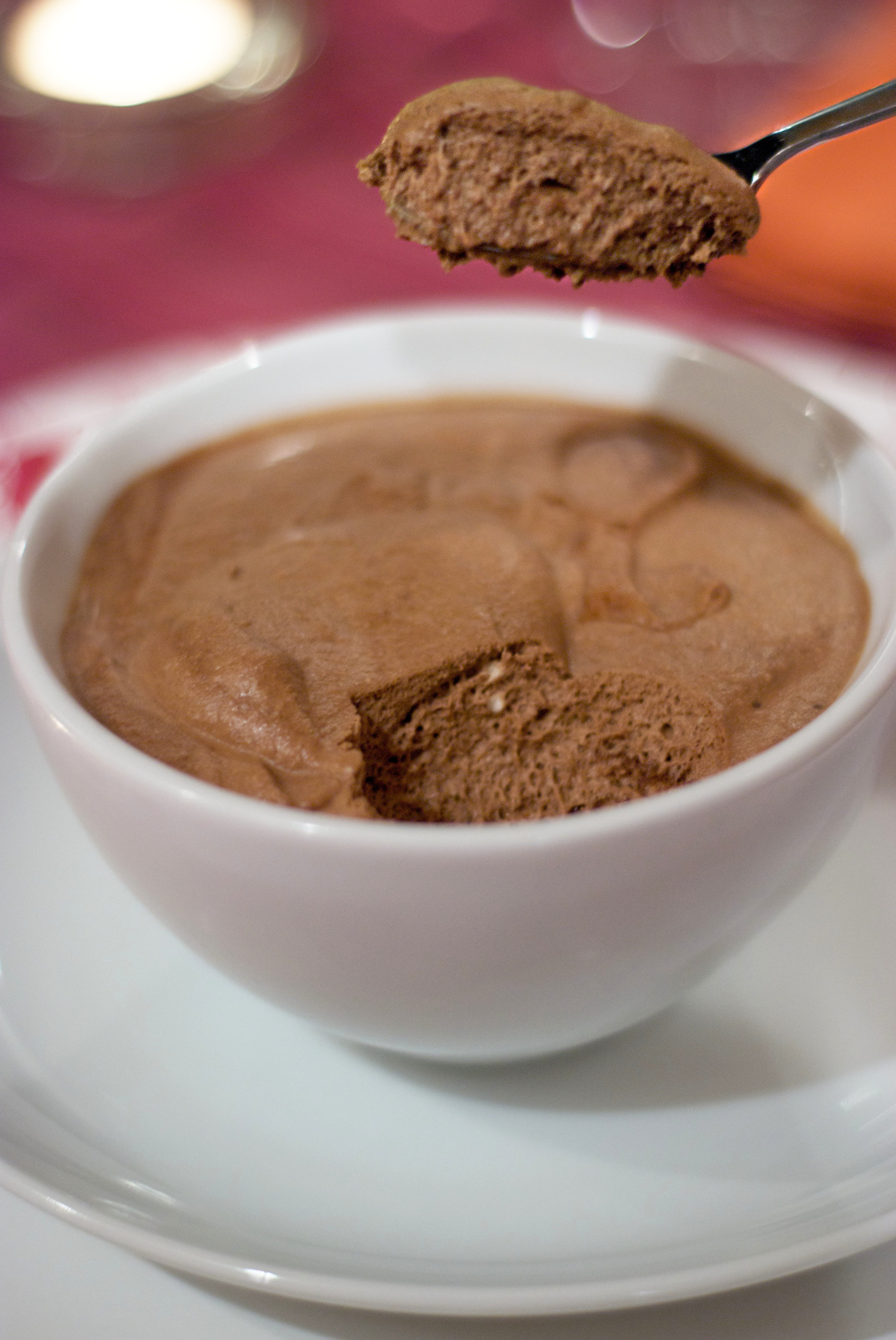
Mousse au Chocolat, garniert mit gemahlenem Zimt

Mousse (französisch mousse = „Schaum“) werden Speisen von schaumiger, crèmeartiger Konsistenz genannt, so insbesondere Süßspeisen wie zum Beispiel die Mousse au Chocolat, aber auch Vorspeisen aus püriertem Fleisch (beispielsweise Schinken, ‚mousse de jambon‘) oder Gemüse (beispielsweise Spargel), die durch Beimengung von Schlagsahne, Eischnee oder Gelatine, Aufschlagen und eventuell Kühlen eine schaumige, zartschmelzende Konsistenz erhalten.